# 慶應義塾大学先端生命科学研究所
慶應義塾大学先端生命科学研究所（けいおうぎじゅくだいがくせんたんせいめいかがくけんきゅうじょ、英称:Institute for Advanced Biosciences, Keio University、略称:IAB）は、慶應義塾大学の附置研究所である。バイオテクノロジーを用いて生体や微生物の細胞活動を網羅的に計測・分析し、コンピュータで解析・シミュレーションして医療、環境、食品などの分野への応用を研究しているバイオ研究所である。
山形県鶴岡市にある慶應義塾大学鶴岡タウンキャンパスに設置されている。

## 概要
慶應義塾は当研究所を「アカデミックベンチャー」と位置付け、失敗を恐れず未知の領域に果敢に挑戦し、新規先端技術の開発を積極的に推進させている。
実際、細胞工学、分析化学、代謝工学、分子遺伝学、ゲノム工学や情報科学といった異分野の研究者を集め、ITを駆使した「統合システムバイオロジー」という分野の開拓を推し進めている。
独創的な研究を掲げている当研究所から生み出された技術により、いくつかのベンチャー企業が生まれている。血液検査でうつ病を診断する技術を持っているヒューマン・メタボローム・テクノロジーズ（2003年設立）、人工蜘蛛糸の開発を手掛けるスパイバー（2007年設立）、唾液検査で癌などの病気を早期に発見する技術の実用化を目指すサリバテック（2013年設立）、メタボローム解析とメタゲノム解析を基に腸内環境を評価するメタジェン（東京工業大学とのジョイントベンチャー。2015年設立）、移植用の心臓組織を製造・販売するメトセラ（2016年設立）などが代表例である。
2018年8月30日、第一生命保険が同研究所と健康寿命を延ばすなどの研究で協力する包括連携協定を締結。メトセラに1億円を投資した。
2017年4月10日、国立がん研究センターと協定を締結。鶴岡市の先端研究産業支援センターに国の地方創生の一環で「がんメタボロミクス研究室」を開所した同センターと連携を開始。
2024年4月11日、博報堂DYホールディングスと包括的な連携協定を締結。

## 研究プロジェクト

### 基盤技術部門
最新の網羅的な解析方法を用いて生命現象を包括的に理解する領域である。
- Genomics
- Transcriptomics
- Proteomics
- Metabolomics
- Bioinformatics

### 応用技術部門
人類が直面する問題の解決や地域産業の活性化に貢献する領域である。
- 医療バイオ
  - がん医療
  - 鶴岡みらいコホートプロジェクト
  - プロバイオティクス
- 環境バイオ
  - オイル産生藻
  - 環境微生物
- 食品バイオ
  - 食品のメタボローム解析
  - 地域農産物の機能性成分の探索

## メタボロームシンポジウム
「メタボロームシンポジウム」はメタボロミクスの最新の技術や応用を発表、議論する場を提供し、これを広い分野の人間に知ってもらい、メタボローム解析技術をより多くの研究と実用に活用できるようにすることを目的として2006年から毎年開催されている。山形県、鶴岡市、そして本分野に携わっている企業の後援の元、本分野のパイオニアとして当研究所が主催している。

## サイエンスパーク
鶴岡市が地方拠点法に基づき、1999年に整備構想を打ち出したJR鶴岡駅北西部に位置する面積21.5ヘクタールに及ぶ「サイエンスパーク」には、これまで慶應義塾大学先端生命科学研究所のバイオラボ棟や鶴岡メタボロームキャンパス（鶴岡市先端研究産業支援センター）およびスパイバー本社などが整備されてきた。
このうち、残りの未整備区画約14ヘクタールに関しては、総合デベロッパーのヤマガタデザイン（本社：鶴岡市）が事業主体となった上で開発を進展させることになり、2018年9月、全天候型の児童遊戯施設「キッズドーム ソライ」と宿泊滞在複合施設「ショウナイホテル　スイデンテラス」が完成。9月19日に「スイデンテラス」が、11月1日に「ソライ」それぞれオープンした。両施設とも設計は坂茂が担い、総工費は約69億円を費やした。両施設が完成したことによって、「サイエンスパーク」は全施設の整備が完了した。